# Râul Șomuzul Mare
Râul Șomuzul Mare este un curs de apă, afluent al râului Siret. Până la Unirea Bucovinei cu România din 1918, porțiunea Șomuzului Mare numită și Hranița (între Liteni și confluența cu pârâul Bunești/Graniței la Podeni) a reprezentat frontiera dintre Austro-Ungaria și Regatul României.